# Rosacea (huidaandoening)

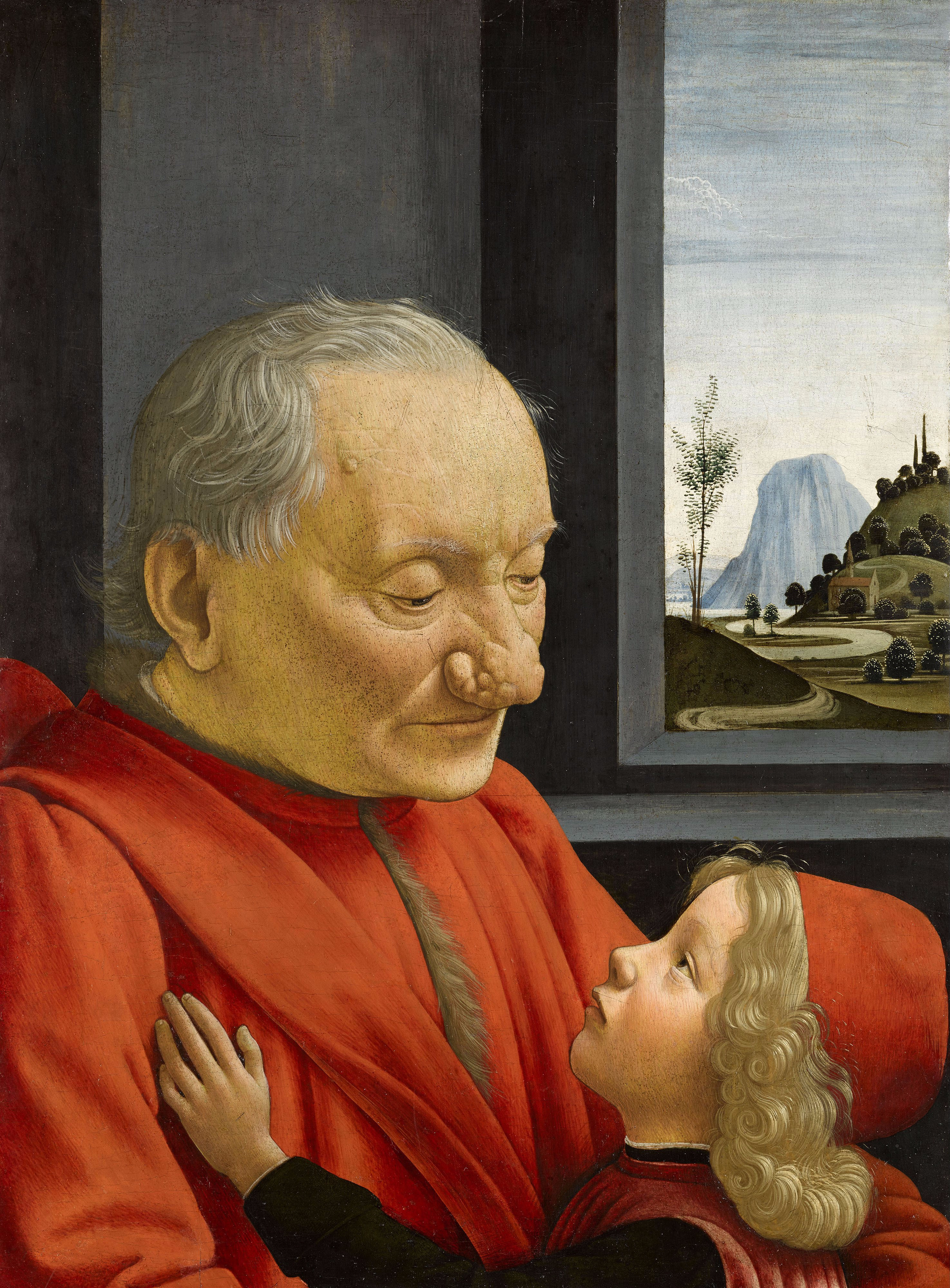
Rhinophyma op een schilderij van Domenico Ghirlandaio

Rosacea is een veelvuldig voorkomende chronische huidaandoening, met name bij mensen met een lichte huid. Couperose is een variant van rosacea.
De aandoening kenmerkt zich door een erythemateuze uitslag (rode vlekken) in het gelaat, voornamelijk op de wangen, de neus, de kin en het voorhoofd. In sommige gevallen zit de uitslag ook op de borst, de oren, in de nek of op de haargrens. Naast deze vlekkerige roodheid kunnen ook teleangiëctasieën, papels en papulopustels (puistjes) te zien zijn. Vanwege deze puistjes wordt de aandoening ook wel acne rosacea genoemd, maar zij heeft niets met acne van doen.

## Achtergrond
De aandoening komt vooral voor bij mensen in de leeftijd van 30 tot 60 jaar uit Noordwest-Europa, dat wil zeggen, Nederland, België, Engeland, Schotland, Ierland en Frankrijk. Bij personen van Keltische afkomst komt rosacea het meest voor. Bij mannen ontwikkelt zich vaker dan bij vrouwen een gevorderd stadium van de aandoening. De oorzaak is onbekend. Hoewel er geen bacteriële oorzaak lijkt te bestaan is het wel opvallend dat de meest effectieve behandelingen niettemin bestaan uit lokaal of systemisch toegediende antibiotica.

## Behandeling
Een milde rosacea kan worden behandeld met een op de huid aan te brengen antibioticum, metronidazol. Ernstigere vormen worden behandeld met orale antibiotica, zoals tetracycline. De couperose, het ontstaan van de teleangiëctasieën, kan vanwege het cosmetisch storende effect worden behandeld met behulp van koolstofdioxidelasertherapie. Toepassing van lokale corticosteroïden wordt zoveel mogelijk vermeden.

## Varianten

### Rhinophyma
Een bijzondere variant van rosacea is rhinophyma, een onregelmatige zwelling van de neus met teleangiëctasieën en grote pukkels, door overmatige groei van talgklieren en bindweefsel van de neus. Deze variant komt vrijwel uitsluitend bij mannen van boven de 40 voor. Een dergelijke neus wijst niet op overmatig drankgebruik, wat de ongelukkige lijders vaak wordt verweten.

### Couperose
Een andere variant is Couperose (acne rosacea), waarbij eveneens rode vlekken in het gelaat ontstaan. Deze rode vlekken ontstaan door toename en uitzetting van het aantal kleine bloedvaatjes onder de huid. Couperose hoeft echter niet altijd te ontstaan als gevolg van rosacea. Een veel gehoorde theorie is dat couperose zou ontstaan door overmatig alcoholgebruik, maar het is niet bekend of dit het geval is. Couperose is onschadelijk, maar kan gepaard gaan met andere aandoeningen zoals oogslijmvliesontsteking. Een door couperose aangetaste huid voelt strak aan, en is vaak erg gevoelig.